# Wspólnota administracyjna Bergen
Wspólnota administracyjna Bergen – wspólnota administracyjna (niem. Verwaltungsgemeinschaft) w Niemczech, w kraju związkowym Bawaria, w rejencji Górna Bawaria, w regionie Südostoberbayern, w powiecie Traunstein. Siedziba wspólnoty znajduje się w miejscowości Bergen.
Wspólnota administracyjna zrzesza dwie gminy wiejskie (Gemeinde): 
- Bergen, 4 908 mieszkańców, 36,91 km²
- Vachendorf, 1 859 mieszkańców, 9,96 km²